# Kit Car Auto Diseno
Kit Car Auto Diseno war ein mexikanischer Hersteller von Automobilen.

## Unternehmensgeschichte
Das Unternehmen aus Mexicali begann 1994 mit der Produktion von Automobilen und Kit Cars. Der Markenname lautete Kit Car Auto Diseno. 2010 endete die Produktion.

## Fahrzeuge
Im Angebot standen zwei Nachbildungen von Supersportwagen. Sie basierten auf Fahrgestellen von Chevrolet und Ford. Der Nachbau des Ferrari F50 wurde Dragon genannt. Der EB 110 entsprach dem Bugatti EB110.